# 富而德律师事务所
富而德律师事务所（Freshfields Bruckhaus Deringer）是全球最大的顶级跨国律师事务所，总部位于英国伦敦。

## 历史
2000由英国的Freshfields（歷史可追溯至1716年）和德国的Deringer Tessin Herrmann & Sedemund、德国和奥地利的Bruckhaus Westrick Heller Löber合并而成，现今在全球设有28个办公室。是法律界最著名魔术圈五家國際律师事务所之中歷史最悠久的律師事務所。全球每年总收入逾20亿英镑。